# Chu Ý vương
Chu Ý Vương (chữ Hán: 周懿王; 947 TCN - 892 TCN) là vị quân chủ thứ 7 của nhà Chu trong lịch sử Trung Quốc. Ông trị vì tổng cộng 7 năm, từ năm 899 TCN đến năm 892 TCN

## Tiểu sử
Chu Ý vương tên thật là Cơ Giản (姬囏). Ông là con trai Chu Cung vương Cơ Ê Hỗ, quân chủ thứ sáu của nhà Chu. Sử sách không chép mẹ ông là ai.
Sử ký chép sơ lược về thời gian Chu Ý vương trị vì. Trong thời gian này, chính sự nhà Chu lại suy kém. Theo Trúc thư kỷ niên, năm đầu tiên ông cai trị đã có nhật thực ở đất Trịnh, và "đời Ý Vương xây dựng không có tiết chế, hiệu lệnh ban ra không đúng mùa thời tiết, bởi thế chư hầu lìa lòng". Năm thứ 7 thời Ý Vương, quân Tây Nhung xâm phạm đất Cảo (kinh đô nhà Chu), năm thứ 13 người Địch xâm phạm đất Kỳ (gần kinh đô nhà Chu), chứng tỏ nhà Chu đã suy yếu khá nhiều.
Năm 892 TCN, Chu Ý vương qua đời sau 7 năm trị vì ngắn ngủi. Anh trai ông là Cơ Tích Phương lên nối ngôi, tức là Chu Hiếu vương.